# Haplogruppe H (mtDNA)
Die Haplogruppe H ist in der Humangenetik eine Haplogruppe der Mitochondrien.
Die Cambridge Reference Sequence (CRS), die mitochondriale Sequenz, mit der alle anderen Sequenzen verglichen werden, gehört zu Haplogruppe H.
Haplogruppe H ist mit 40 % bis 50 % die häufigste mtDNA Haplogruppe in Europa. Diese Haplogruppe ist auch in Nordafrika und dem Nahen Osten verbreitet. Diese Dichte sinkt im Südosten des Kontinents auf 20 % im Nahen Osten sowie im Kaukasus.
Nach FamilyTreeDNA steht die Nucleotid-Position 4336 tRNA-Variante der Haplogruppe H im Zusammenhang mit dem späteren Beginn der Alzheimer-Krankheit.
Im Buch Die sieben Töchter Evas von Bryan Sykes ist die Urmutter dieser Haplogruppe Helena.

## Stammbaum

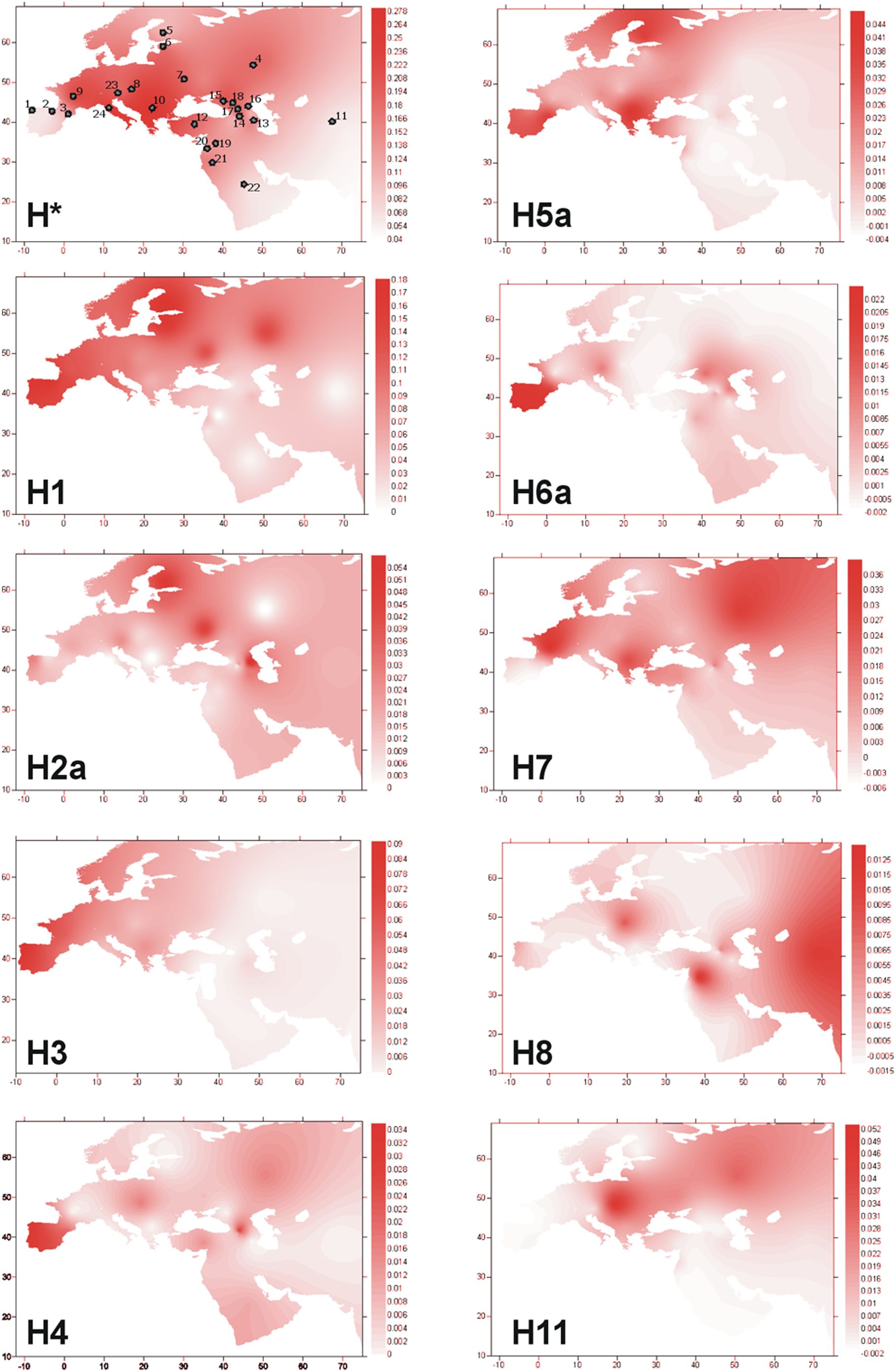
Räumliche Häufigkeitsverteilung für Haplogruppen H*, H1, H2a, H3, H4, H5a, H6a, H7, H8 and H11

Dieser phylogenetische Stammbaum der Subgruppen von Haplogruppe H basiert auf einer Veröffentlichung von Mannis van Oven und Manfred Kayser und anschließender wissenschaftlicher Forschung.
- HV
  - H
    - H1
      - H1a
        - H1a1
        - H1a2

      - H1b
      - H1f
      - H1g
      - H1k
      - H1q
      - H1c
        - H1c1
        - H1c2
        - H1c3

      - H1e
        - H1e1
          - H1e1a

        - H1e2

      - H1h
      - H1i
      - H1j
      - H1m
      - H1n
      - H1o
      - H1p
      - H1r
      - H1s
      - H1t
      - H1u

    - H2
      - H2a
        - H2a1
          - H2a1a

        - H2a2
          - H2a2a
          - H2a2b
            - H2a2b1

        - H2a3
        - H2a4
        - H2a5
        - H2a5a

      - H2b

    - H3
      - H3a
      - H3b
      - H3c
      - H3d
      - H3e
      - H3f
      - H3g

    - H4
      - H4a
        - H4a1
          - H4a1a
            - H4a1a1
              - H4a1a1a

          - H4a1b

        - H4a2

      - H4b

    - H5'36
      - H5
        - H5a
          - H5a1
          - H5a2

        - H5b

      - H36
        - H36a

    - H6
      - H6a
        - H6a1
          - H6a1a
            - H6a1a1
              - H6a1a1a

            - H6a1b
              - H6a1b1
              - H6a1b2

      - H6b

    - H8
    - H7
      - H7a
        - H7a1

      - H7b
        - H7b1

      - H7c

    - H9
      - H9a

    - H10
      - H10a
        - H10a1

    - H11
      - H11a
        - H11a2

    - H12
    - H13
      - H13a
        - H13a1
          - H13a1a
            - H13a1a1
              - H13a1a1a

            - H13a1a2

        - H13a2
          - H13a2a
            - H13a2a1

          - H13a2b
            - H13a2b1

      - H13b

    - H14
      - H14a
        - H14a1

    - H15
      - H15a
        - H15a1

      - H15b

    - H16
      - H16a
      - H16b

    - H17
      - H17a

    - H27
    - H18
    - H19
    - H20
      - H20a

    - H21
    - H30
    - H22
    - H23
    - H24
    - H25
    - H26
    - H28
    - H29
    - H31
    - H32
    - H33
    - H34
    - H35
    - H37
    - H38
    - H39
    - H53 (H53*, H53a, H53a1, H53b, H53b1, H53c, H53d)